# Raymund Wilhelm
Raymund Wilhelm ist ein deutscher Romanist.

## Leben
Ab 1981 studierte er die Fächer Romanische Philologie, Deutsche Philologie und Philosophie in Mainz, Tours und Pavia (1989 Magister Artium). Nach der Promotion 1994 in Heidelberg und der Habilitation 2000 ist er seit 2011 Universitätsprofessor für „Romanistische Sprachwissenschaft“ an der Universität Klagenfurt.
Seine Forschungsinteressen sind Editionswissenschaft und historische Sprachwissenschaft.

## Schriften (Auswahl)
- Italienische Flugschriften des Cinquecento (1500–1550). Gattungsgeschichte und Sprachgeschichte. Tübingen 1996, ISBN 3-484-52279-8.
- Die Sprache der Affekte. Jean-Jacques Rousseau und das Sprachdenken des siècle des lumières. Tübingen 2001, ISBN 3-8233-5871-5.
- mit Federica de Monte und Miriam Wittum: Tradizioni testuali e tradizioni linguistiche nella Margarita lombarda. Edizione e analisi del testo trivulziano. Heidelberg 2011, ISBN 3-8253-5881-X.